# Mathias Kvistgaarden
Mathias Damm Kvistgaarden (* 15. April 2002 in Birkerød) ist ein dänischer Fußballspieler. Der Nachwuchsnationalspieler Dänemarks spielt zurzeit bei Norwich City und ist ein Mittelstürmer.

## Karriere

### Verein
Mathias Kvistgaarden wurde in Birkerød, 26 Kilometer von Kopenhagen entfernt, geboren und spielte bei IF Skjold Birkerød, bevor er zunächst im Alter von elf Jahren in die Jugendabteilung von Lyngby BK ging und im Alter von 13 Jahren in die Akademie von Brøndby IF kam. Am 5. Juli 2020 gab er im Alter von 18 Jahren bei der 0:2-Niederlage im Auswärtsspiel gegen Aalborg BK sein Profidebüt in der Superligaen. Spielpraxis sammelte Kvistgaarden in der Saison 2019/20 und eine Spielzeit später bei den Jugendmannschaften, wobei in der Saison 2020/21 zu vier Pflichtspieleinsätzen für die Profimannschaft kam (dabei zweimal in der Liga); die Profis wurden 2021 dänischer Meister. In der Saison 2021/22 kam er ab Februar 2022 öfters für die Profimannschaft in der Liga zum Einsatz und in der Meisterrunde war er ab April 2022 als Mittelstürmer erste Wahl. In der Meisterrunde wurde Brøndby IF dann Tabellenvierter.
In der Folgesaison war Mathias Kvistgaarden in der regulären Saison regelmäßig zum Einsatz gekommen, war aber des Öfteren Einwechselspieler und erst in der Meisterrunde war er dann Teil der Stammelf, mal als linker Außenstürmer, mal als Mittelstürmer. Als Tabellenvierter der vorangegangenen Saison startete Brøndby IF in der Qualifikation zur Conference League und warf in der zweiten Qualifikationsrunde Pogoń Stettin raus, ehe in der dritten Qualifikationsrunde der Verein aus Brøndby, einem Ort im Großraum Kopenhagen, nach Elfmeterschießen gegen den FC Basel ausschied. In der Meisterrunde der Saison 2022/23 wurde mit dem fünften Platz die erneute Qualifikation für die europäischen Wettbewerbe verpasst. Im darauffolgenden Jahr spielte Brøndby IF um den erneuten Gewinn der dänischen Meisterschaft und ging als Tabellenführer in den letzten Spieltag. Dabei verloren sie mit 2:3 gegen Aarhus GF und mussten sich somit mit der Vizemeisterschaft begnügen. Kvistgaarden war – eingesetzt als Mittelstürmer, seltener aber auch als rechter Außenstürmer oder im offensiven Mittelfeld – Stammspieler, in der Meisterrunde kam er – ausgebremst von einer Knieverletzung – lediglich zu vier Einwechslungen.
Im Juli 2025 unterschrieb Kvistgaarden einen Vierjahresvertrag bei Norwich City.

### Nationalmannschaft
Mathias Kvistgaarden ist Nachwuchsnationalspieler Dänemarks und kam in den Altersklassen U18, U19, U20 und U21 zum Einsatz.